# Waddah al-Yaman
Waddah al-Yaman (en árabe:وضّاح اليمن, nacido Abdul Rahman bin Isma’il al-Khawlani. عبدالرحمن بن اسماعيل الخولاني ) fue un poeta yemení de los siglos VII y VIII.
Conocido por su poesía erótica fue ejecutado por el califa omeya Walid I acusado de tener relaciones con su esposa en 708.